# Le Plateau (centre d'art contemporain)
Pour les articles homonymes, voir Le Plateau.
Le plateau est l’un des deux espaces d’exposition du Fonds régional d'art contemporain (FRAC) d’Île-de-France avec les Réserves de Romainville.

## Historique
Situé dans le 19e arrondissement de Paris, à proximité du parc des Buttes-Chaumont et du quartier de Belleville, ce lieu de 600 m2 a été créé en janvier 2002 grâce au soutien du conseil régional d'Île-de-France, de l’État (Drac Île-de-France) et de la Mairie de Paris.

## Objectif et missions
L'architecture du Plateau, conçue par Jean-Marc Lalo, se veut ouverte sur l'espace public pour un dialogue permanent avec les habitants du quartier.
Chaque année, quatre expositions personnelles ou thématiques donnant lieu à de la production d’œuvres sont organisées au Plateau, dont une réalisée à partir des collections.
D'autres rendez-vous plus expérimentaux avec des artistes en résidence à Paris ou des propositions tournées vers la danse, la performance ou la musique sont également programmés.
Dans une volonté d'accessibilité, les expositions temporaires sont gratuites et accompagnées d'un programme complet de médiation.
Depuis sa création et jusqu’en janvier 2008, une codirection a assuré la programmation du Plateau associant le directeur du Frac Île-de-France et un directeur artistique. Depuis janvier 2008, une direction unique a été instituée pour un projet intégrant l’invitation de commissaires d'exposition conviés à moyen terme à réaliser un ensemble de projets tant au Plateau que sur le territoire francilien.

## Liste des expositions

### Expositions monographiques
- 2022
  - Eva Barto : "Weak Tongue" (19 mai - 24 juillet)
  - Bruno Serralongue : "Pour la vie" (27 janvier - 24 avril)
- 2020
  - David Douard, "O'Ti'Lullaby" (27 septembre - 28 février)
  - Ben Russell : " La montagne invisible" (23 janvier - 12 juillet)
- 2019
  - Simon Starling : "Catherine, Masashiko, Rex et les autres" (16 mai - 21 juillet)
- 2018
  - Elad Lassry (20 septembre - 9 décembre)
  - Stéphane Dafflon : "U+25A6" (1er février - 25 avril)
- 2017
  - Pierre Paulin : « Boom boom, run run » (21 septembre - 17 décembre)
  - Kaye Donachie : « Sous les nuages de ses paupières » (18 mai - 23 juillet)
- 2016
  - Mark Geffriaud : « Deux mille quinze » (22 septembre - 11 décembre)
  - Johannes Kahrs : « Then, maybe, the explosion of a star » (12 mai - 24 juillet)
- 2015
  - Haris Epaminonda : « VOL. XVI » (24 septembre - 6 décembre)
- 2014
  - Aurélien Froment : « Montage des attractions » (2 octobre - 7 décembre)
- 2013
  - Alejandro Cesarco : « Secondary Revision (Elaboration secondaire) » (12 décembre - 23 février)
  - Ryan Gander : « Make every show like it's your last » (19 septembre - 17 novembre)
- 2012
  - Michel Blazy : « Le Grand Restaurant » (20 septembre - 18 novembre)
  - Élise Florenty et Marcel Türkowsky : « Through Somnambular Laws » (22 mars - 13 mai)
- 2011
  - João Maria Gusmão et Pedro Paiva : « Alien Theory » (22 septembre - 20 novembre)
  - Philippe Decrauzat : « Anisotropy » (17 mars - 15 mai)
- 2010
  - Charles Avery : « Onomatopoeia » (27 mai - 8 août)
  - Keren Cytter (9 décembre - 14 février)
- 2009
  - Richard Fauguet : « Pas vu, pas pris » (4 juin - 9 août)
  - Ulla von Brandenburg : « Name or Number » (19 mars - 17 mai)
- 2008
  - Melik Ohanian (17 septembre - 23 novembre)
  - Cao Fei (13 mars - 25 mai)
- 2007
  - « Dr Curlet reçoit Jos de Gruyter et Harald Thys » (13 septembre - 18 novembre)
  - Nicole Eisenman (6 juin – 19 août)
- 2006
  - Adel Abdessemed : « Practice Zero Tolerance » (14 septembre - 19 novembre)
  - Jean-Michel Sanejouand (15 décembre 2005 – 19 février 2006)
- 2005
  - Mauricio Dias et Walter Riedweg (22 septembre - 27 novembre)
  - Joan Jonas (8 juin - 28 août)
  - Loris Gréaud : « Silence Goes More Quickly When Played Backwards » (10 mars - 22 mai)
- 2004
  - Eric Poitevin (16 septembre - 21 novembre)
  - « Non-lieu » : Laurent Pariente, Romain Pellas, Miriam Cahn (20 mars - 23 mai)
- 2003
  - Valérie Jouve, Jean-Luc Moulène, Florence Paradeis (5 juin - 24 août)
  - Natacha Nisic : « Haus/raus-aus » (6 mars - 18 mai)

### Expositions collectives et thématiques
- 2017
  - « Strange Days » (19 janvier - 16 avril) : Avec Xavier Antin, Pierre-Olivier Arnaud, Zbyněk Baladran, Erica Baum, Maurice Blaussyld, Daniel Gustav Cramer, David Douard, Francesco Gennari, Ian Kiaer, Melvin Moti, Nashashibi/Skaer, Gyan Panchal, Paul Sietsema. Commissaire de l'exposition : Xavier Franceschi
- 2016
  - « De toi à la surface » (21 janvier - 10 avril) : Avec Camille Blatrix, Barbara Bloom, Christian Boltanski, Simon Dybbroe Møller, Jean-Pascal Flavien, Judith Hopf, Karl Larsson, Shelly Nadashi, Anouchka Oler, Stuart Sherman, James Welling. Commissaire de l'exposition : François Aubart
- 2015
  - « A PERSONAL SONIC GEOLOGY » (13 mai - 26 juillet) : Boyle Family, une carte mentale, la chute d’eau, un désert, FM Einheit, une exposition, un événement, la fabrique de peinture, Ellen Fullman, Gilles Furtwängler, une grotte, Marcia Hafif, Peter Halley, Fritz Hauser, l’imprimerie, Tom Johnson, Ulrich Krieger, Alan Licht, Lydia Lunch, John M Armleder, Agathe Max, Gustav Metzger, l’usine de tissage. Commissaires de l'exposition : Philippe Decrauzat et Mathieu Copeland
  - « (un mural, des tableaux) »  (22 janvier - 12 avril) : Avec  Jean-Luc Blanc, Denis Castellas, Nina Childress, Stéphane Dafflon, Kaye Donachie, Sylvie Fanchon, Johannes Kahrs, Elodie Lesourd, Bernhard Martin, Florian et Michael Quistrebert, Loïc Raguénès, Ida Tursic/Wilfried Mille. Commissaire de l'exposition : Xavier Franceschi
- 2014
  - « WAYWORDS OF SEEING » (12 juin - 27 juillet) : Francis Baudevin, Boyle Family, David Cunningham, FM Einheit, Morgan Fisher, Marcia Hafif, David Hominal, Steven Parrino, Stephen Partridge, Martin Rev, Karin Sander, Amikam Toren, Dan Walsh. Commissaires de l'exposition : Philippe Decrauzat et Mathieu Copeland
  - « Interprète » (28 mars - 11 mai) : Avec les œuvres de Marie Cool, Fabio Balducci, Joseph Grigely, Camille Henrot, Haroon Mirza, Damir Očko, Pierre Paulin, Lili Reynaud-Dewar, Benjamin Seror, Zin Taylor, Thu Van Tran. Commissaire de l’exposition : Xavier Franceschi
- 2013
  - « Une préface » (6 juin - 28 juillet) : Pedro Barateiro, Stéphane Barbier Bouvet, Richard Brautigan, Michael Crowe, Jimmie Durham, Philippe Fernandez, Mark Geffriaud, Ruth Krauss et Antonio Frasconi, Guillaume Leblon, Zoe Leonard, Paul Sietsema, ainsi qu’une exposition organisée par Triple Candie. Commissaires de l’exposition : Elodie Royer et Yoann Gourmel
  - « Paint it Black »  (14 mars - 12 mai) : Dove Allouche, Iñaki Bonillas, Nina Canell, Mario Garcia Torres, Francesco Gennari, Pierre Huyghe, Joachim Koester, Bertrand Lamarche, Annika Larsson et Augustin Maurs, Benoît Maire, Ralph Eugene Meatyard, Helen Mirra, Olaf Nicolai, Gianni Pettena, Evariste Richer, Ben Rivers, Margaret Salmon, Bettina Samson, Wolfgang Tillmans. Commissaure de l'exposition : Xavier Franceschi
- 2012
  - « Le Mont-Fuji n'existe pas »  (7 juin - 29 juillet) : James Lee Byars, Lenka Clayton et Michael Crowe, Hamish Fulton, Julien Gasc et Bruno Persat, Mark Geffriaud, Chitti Kasemkitvatana, Yuki Kimura, Benoît Maire, Pratchaya Phinthong, The Play, Chloé Quenum, Shimabuku. Commissaires de l'exposition : Élodie Royer et Yoann Gourmel
  - « Les sentiment des choses » (15 décembre - 26 février) : Lenka Clayton & Michael Crowe, Isabelle Cornaro, Julien Crépieux, Robert Filliou, Martino Gamper, Ryan Gander, Mark Geffriaud, Ray Johnson, Chitti Kasemkitvatana, Cyrille Maillot, Bruno Munari, Émilie Parendeau, The Play, Bruno Persat, Pratchaya Phinthong, Chloé Quenum, Clément Rodzielski, Fred Sandback,Mieko Shiomi. Commissaires de l’exposition : Élodie Royer et Yoann Gourmel
- 2011
  - « Nul si découvert (érudition concrète) » (9 juin - 7 août) : Bas Jan Ader, Eric Baudelaire, Bernard Bazile, Alighiero Boetti, Chris Burden, Coop Himmelb(l)au, Marcel Duchamp, Ceal Floyer, Ryan Gander, Dora Garcia, Walid Raad, Joseph Grigely, Ann Veronica Janssens, Jiri Kavanda, Joao Lauro, Julien Loustau, Daniel Pommereulle, Stephen Prina, Anna Maria Maiolino, Man Ray, Lawrence Weiner, Ian Wilson, Carey Young, Rémy Zaugg
  - « Prospective XXIe siècle » (9 décembre - 20 février) : Pierre Bismuth/Michel Gondry, Jason Dodge, Elise Florenty, Michel François, Aurélien Froment, Ryan Gander, Mario Garcia Torres, Mark Geffriaud, Renée Green, Mark Leckey, Arnaud Maguet, Bill Owens, Florence Paradeis, Émilie Pitoiset, Bruno Serralongue
- 2010
  - « Les vigiles, les menteurs, les rêveurs » (16 septembre - 14 novembre) : Agence, Mathieu K. Abonnenc, Jean Amblard, Eric Baudelaire, Luis Camnitzer, Julius Eastman, Mario Garcia Torres, Jean-Luc Godard, Tamar Guimarâes, Chris Moukarbel, Walid Raad, Boris Taslitzky, Monument to Transformation : Vit Havranek, Zbynêk Baladran & Vyacheslav Akhunov, Babi Badalov, Chto Delat (en), Hafiz, Lise Harlev, Ivan Moudov, Boris Ondreicka, Anatolij Osmolovskij, Haegue Yang.
  - « Prisonniers du soleil (érudition concrète) » (11 mars - 9 mai) : Anna Barham, Louidgi Beltrame, Pablo Bronstein, Isabelle Cornaro, Hubert Duprat, Louise Hervé, Dan Graham, Zoe Leonard, Chloé Maillet, Corey McCorkle, Edgardo Navarro
- 2009
  - « La Planète des signes (érudition concrète) » (10 septembre - 15 novembre) : Act Up-Paris, Art et Language, Gino de Dominicis, Thomas Hirschhorn, Mike Kelley, Ivan Kliun, Irene Kopelman, Barry Le Va, Kasimir Malevitch, Corey Mc Corkle, Jean-Luc Moulène, Matt Mullican, NO , Blinky Palermo, Dominique Petitgand, Lotty Rosenfeld, Harry Smith, Susan Treister, Cy Twombly, Raphaël Zarka
- 2008
  - « Notorious » (11 décembre - 22 février 2009) : Wilfrid Almendra, Étienne Chambaud, Keren Cytter, Philippe Decrauzat, Dunne & Raby / Michael Anastassiades, Morgan Fisher, Jean-Pascal Flavien, Élise Florenty, Mark Geffriaud, Francesco Gennari, Jimmy Robert, Bojan Sarcevic, John Stezaker, Ricardo Valentim, Christophe Weber
  - « L'Argent » (15 juin - 17 août) : Adel Abdessemed, Fikret Atay, Fabio Balducci & Sophie Calle, Iain Baxter, Philippe Cazal, Claude Closky, Moyra Davey, Wim Delvoye, Tracey Emin, Et n’est-ce* &/et, Malachi Farrell, Hans-Peter Feldmann, Sylvie Fleury, Claire Fontaine, Michel François, Gloria Friedmann, General Idea, Felix Gonzalez-Torres, David Hammons, Thomas Hirschhorn, Fabien Hommet, IFP, Michel Journiac, Edward Kienholz & Nancy Reddin, Ben Kinmont, Olga Kisseleva, Arnaud Labelle-Rojoux, Suzanne Lafont, Matthieu Laurette, Bertrand Lavier, Louise Lawler, Zoe Leonard, Les ready-made appartiennent à tout le monde, Gilles Mahé, Kris Martin, Cildo Meireles, Annette Messager, Antoni Muntadas, Marylène Negro, Cady Noland, Orlan, Gabriel Orozco, Ouest-Lumière, Cesare Pietroiusti & Paul Griffiths, Josephine Pryde, Claude Rutault, Seth Siegelaub, Santiago Sierra, Société Réaliste, Reena Spaulings, Ernest T, Taroop & Glabel, The Centre of Attention[5], Joana Vasconcelos, Dana Wyse, la Biennale de Paris
- 2007
  - « Rooms, conversations » (13 décembre 2007 - 17 février 2008) : Joannis Avramidis, Étienne Chambaud et Benoît Maire, Cocktail designers (Olivier Vadrot), Pascal Convert, Parvine Curie, Philippe Decrauzat, Francesca Marino Di Teana, Sylvie Fanchon, Dora García, Karim Ghelloussi, Diego Giacometti, Laurent Grasso, Manuel Ocampo, Véra Pagava, Joan Pala, Richard Prince, Loïc Raguénès, François Stahly, Didier Trénet et Kelley Walker
  - « Sudden Impact » (14 décembre 2006 – 18 février 2007) : Christophe Berdaguer et Marie Péjus, Pierre Bismuth, Michel Blazy, Angela Detanico et Raphaël Lain, Nathalie Elemento, Michel François, Laurent Grasso, Wade Guyton, Mathieu Lehanneur, Arnaud Maguet, Anthony McCall, Walter Niedermayr, Bruno Peinado, Henrik Plenge Jakobsen
- 2006
  - « En voyage » (14 juin - 20 août) : Rui Calçada Bastos, Carlos Bunga, Nuno Cera, Ana Jotta, Jorge Queiroz, Carlos Roque et Noé Senda
  - « Archipeinture - artists build architecture » (16 mars – 21 mai) : Franz Ackermann, Phillip Allen, Hurvin Anderson, Yves Bélorgey, Christophe Berdaguer et Marie Péjus, Santiago Cucullu, Rene Daniëls, Thomas Huber, Andrew Lewis, Julie Mehretu, Alexandre Ovize, Ulf Puder, Silke Schatz, Matthias Weischer, Andro Wekua, Toby Ziegler et Oliver Zwink
- 2005
  - « Ralentir vite » (9 décembre 2004 - 20 février 2005) : Jennifer Allora et Guillermo Calzadilla, Michel Blazy, David Claerbout, Sebastian Diaz Morales, Michel François, Dominique Gonzalez-Foerster, Félix González-Torres, David Hammons, Anne-Marie Jugnet et Alain Clairet, Judit Kurtág, Santu Mofokeng et Bruce Nauman
- 2004
  - « Distances ? » (10 juin - 29 août) : Agata Bogacka, Elzbieta Jablonska, Robert Kusmirowski, Dominik Lejman, Marcin Maciejowski, Jaroslaw Modzelewski, Jadwiga Sawicka, Monika Sosnowska, Leon Tarasewicz, Andrzej Wróblewski
- 2003
  - « Voir en peinture » (18 septembre - 23 novembre) : Adam Adach, Isabelle Arthuis, Cécile Bart, Marc Desgrandchamps, Ann Veronica Janssens, Alix Le Méléder, Guillaume Millet, Miquel Mont, Xavier Noiret-Thomé, Ida Tursic / Wilfried Mille, Walter Swennen et Martin Barré, Tal Coat, Philip Guston, Eugène Leroy, Aurélie Nemours
  - « De la représentation à l'action » (12 décembre 2002 – 16 février 2003) : Pablo León de la Barra, Johanna Calle, Wilson Díaz, Pilar Echezarreta, Fabrice Gygi, Juan Fernando Herrán, Manuel Jaramillo, Elke Krystufek, Ma Angélica Medina, Helena Producciones, Charlotte von Poehl, Giovanni Vargas
- 2002
  - « Maquis » (19 septembre - 24 novembre) : Gary Hill, Julije Knifer, Fiorenza Menini, Yvan Salomone, Paola Yacoub
  - « Objets de réflexion » (13 juin - 18 août) : Mac Adams, Saâdane Afif, Basserode, Valérie Belin, Delphine Coindet, Vincent Corpet, Marc Couturier, Tony Cragg, Florian Faelbel, Fabrice Gygi, Lucien Hervé, Michel Huelin, Fabrice Hybert, Véronique Joumard, Fabrice Langlade, Bertrand Lavier, Mathieu Mercier, Jean-Luc Moulène, Tobias Rehberger, Anri Sala
  - « Premiers mouvements - fragiles correspondances » (7 mars - 1er juin) : Les Acolytes de l'Art, André Cadere, Harun Farocki, Robert Filliou, Eric Hattan, IXKIZIT Compagnie / Joël Borges, Hans Jürg Kupper, Marie Legros, Gordon Matta-Clark, Bruce Nauman, Honoré d'O, Santiago Reyes, Till Roeskens, Francisco Ruiz de Infante, Dana Wyse